# Seznam diplomatskih predstavništev in konzulatov Republike Slovenije
Slovenija ima vzpostavljene diplomatske oz. konzularne odnose s 109 državami. Od tega ima oboje odnose vzpostavljene s 102 državama (vzpostavitev diplomatskih odnosov, pomeni tudi vzpostavitev konzularnih odnosov; obratno ne velja), s 6 pa samo konzularne odnose (Singapur, Mavricij, Južna Afrika, Pakistan, Filipini in Haiti). V Palestini ima Slovenija Urad. 60 držav je pokritih z nerezidenčnimi veleposlaniki, na Portugalskem pa ima Slovenija "letečega" nerezidenčnega veleposlanika, ki državo pokriva iz Ljubljane. Vse konzulate, z izjemo nekaterih Generalnih konzulatov (Celovec, Szentgotthárd in Trst), pokrivajo častni konzuli.
V skladu s pravom EU, ki uvaja državljanstvo EU, so državljanom Republike Slovenije, kot državljanom EU, v državah kjer Slovenija nima predstavništev ali konzulatov na voljo predstavništva in konzulati drugih držav članic EU. Večino držav v Afriki pokriva Francija (nekatere še dodatno Nemčija, Belgija, Italija, Španija, Portugalska, Nizozemska). Samo Združeno kraljestvo pokriva Somalijo, Barbados, Belize in Maršalove otoke.
Opomba: Izraz "diplomatsko-konzularno predstavništvo" ni pravilno, ker konzulat ni predstavništvo države, to so samo veleposlaništva. Pravilen izraz je "diplomatska predstavništva in konzulati".

Seznam diplomatskih predstavništev in konzulatov Republike Slovenije v tujini:

## A
Islamska republika Afganistan
- Nerezidenčno veleposlaništvo v Ankari (Turčija)

 Republika Albanija
- Veleposlaništvo Republike Slovenije v Tirani (veleposlanica Lea Stančič)
- Generalni konzulat Republike Slovenije v Tirani (častni generalni konzul Edvin Libohova)

 Demokratična ljudska republika Alžirija
- Nerezidenčno veleposlaništvo v Madridu (Španija)

 Principat Andora
- Nerezidenčno veleposlaništvo v Madridu (Španija)

 Argentinska republika
- Veleposlaništvo Republike Slovenije v Buenos Airesu (veleposlanica Jadranka Šturm Kocjan)
  - Nerezidenčna akreditacija za  Republiko Čile,  Orientalsko republiko Urugvaj,  Republiko Paragvaj in  Republiko Peru
- Konzulat Republike Slovenije v Buenos Airesu (častni konzul Herman Zupan)
- Konzulat Republike Slovenije v Bariločah (častni konzul Robert A. Eiletz)
- Konzulat Republike Slovenije v Mendozi (častni konzul Jože Šmon)

 Republika Armenija
- Nerezidenčno veleposlaništvo v Kijevu (Ukrajina)
- Konzulat Republike Slovenije v Yerevanu (častni konzul Ruben Astvatsatryan)

 Avstralska zveza
- Veleposlaništvo Republike Slovenije v Canberri (veleposlanik Jurij Rifelj)
  - Nerezidenčna akreditacija za  Novo Zelandijo,  Republiko Indonezijo in  Malezijo
- Konzulat Republike Slovenije v Novem južnem Walesu (častni konzul Anthony Tomažin, častni vicekonzul Marko John Stariha)
- Konzulat Republike Slovenije v Viktoriji (častni konzul Eddy Alojz Kontelj)
- Konzulat Republike Slovenije v Queenslandu (častna konzulka Nevenka Golc-Clarke)

 Republika Avstrija
- Veleposlaništvo Republike Slovenije na Dunaju (veleposlanica mag. Ksenija Škrilec)
- Stalno predstavništvo Republike Slovenije pri OZN, OVSE in drugih mednarodnih organizacijah na Dunaju (stalni predstavnik veleposlanik Andrej Benedejčič)
- Generalni konzulat Republike Slovenije v Celovcu (generalni konzul Milan Predan)
- Konzulat Republike Slovenije v Gradcu (častni konzul Peter Merkscha)
- Konzulat Republike Slovenije v Innsbrucku (častni konzul Josef Höger)
- Konzulat Republike Slovenije v Salzburgu (častni konzul Anton Santner)
- Konzulat Republike Slovenije v Linzu (častni konzul Günther Grassner)
- Konzulat Republike Slovenije v Eisenstadtu (častni konzul Peter Penkoff)
- Konzulat Republike Slovenije v St. Pöltnu (častni konzul Erwin Pröll)

 Republika Azerbajdžan
- Nerezidenčno veleposlaništvo v Ankari (Turčija)
- Konzulat Republike Slovenije v Bakuju (častni konzul Elnur Marat Allahverdiyev)

## B
Ljudska republika Bangladeš
- Nerezidenčno veleposlaništvo v New Delhiju (Indija)
- Konzulat Republike Slovenije v Dhaki (častni konzul Wahid Salam)

 Kraljevina Belgija
- Veleposlaništvo Republike Slovenije v Bruslju (veleposlanik dr. Rado Genorio)
  - Nerezidenčna akreditacija za  Veliko vojvodstvo Luksemburg,  Zvezno demokratično republiko Etiopijo,  Zelenortsko republiko (Zelenortski otoki) in Afriško unijo
- Stalno predstavništvo Republike Slovenije pri Evropski uniji (stalni predstavnik veleposlanik Janez Lenarčič)
- Stalno predstavništvo Republike Slovenije pri NATO (stalni predstavnik veleposlanik dr. Erik Kopač)
- Konzulat Republike Slovenije v Diestu (častni konzul Erik Luts)
- Konzulat Republike Slovenije v Liègeu (častna konzulka Véronique Grisard de la Rochette – Comeliau)

 Republika Belorusija
- Nerezidenčno veleposlaništvo v Moskvi (Rusija)

 Večnacionalna država Bolivija
- Nerezidenčno veleposlaništvo v Brasilii (Brazilija)

 Republika Bolgarija
- Veleposlaništvo Republike Slovenije v Sofiji (veleposlanik mag. Anžej Frangeš)

 Bosna in Hercegovina
- Veleposlaništvo Republike Slovenije v Sarajevu  (veleposlanica Zorica Bukinac)
- Konzularna pisarna v Banja Luki (pooblaščeni minister Marjan Ristič)

 Federativna republika Brazilija
- Veleposlaništvo Republike Slovenije v Brasilii (veleposlanik Alain Brian Bergant)
  - Nerezidenčna akreditacija za  Večnacionalno državo Bolivijo,  Republiko Ekvador,  Republiko Kolumbijo in  Bolivarsko republiko Venezuelo
- Konzulat Republike Slovenije v Sao Paulu (častni konzul Octávio Tavares de Oliva Filho)
- Konzulat Republike Slovenije v Recife (častni konzul Rainer Michael Herbert De Souza)
- Konzulat Republike Slovenije v Belo Horizonte

 Kraljevina Butan
- Nerezidenčno veleposlaništvo v New Delhiju (Indija)

## C
Republika Ciper
- Nerezidenčno veleposlaništvo v Atenah (Grčija)

## Č
Češka republika
- Veleposlaništvo Republike Slovenije v Pragi (veleposlanik Leon Marc)

 Republika Čile
- Nerezidenčno veleposlaništvo v Buenos Airesu (Argentina)
- Konzulat Republike Slovenije v Santiagu de Chile (častni konzul Pedro Corona Bozzo)

 Črna gora
- Veleposlaništvo Republike Slovenije v Podgorici  (veleposlanik Mitja Močnik)

## D
Kraljevina Danska
- Veleposlaništvo Republike Slovenije v Kopenhagnu (veleposlanik Edvin Skrt)
  - Nerezidenčna akreditacija za  Republiko Finsko,  Republiko Islandijo,  Kraljevino Norveško in  Kraljevino Švedsko

- Konzulat Republike Slovenije v Risskovu (častni konzul Knud Kristensen)
- Konzulat Republike Slovenije v Roskildeju (častni konzul Carsten Philipsen)

## E
Arabska republika Egipt
- Veleposlaništvo Republike Slovenije v Kairu (veleposlanica Mateja Prevolšek)
  - Nerezidenčna akreditacija za  Državo Kuvajt,  Državo Katar,  Kraljevino Saudovo Arabija,  Hašemitsko kraljevino Jordanijo,  Sultanat Oman

 Republika Ekvador
- Nerezidenčno veleposlaništvo v Brasilii (Brazilija)

 Republika Estonija
- Nerezidenčno veleposlaništvo v Varšavi (Poljska)

 Zvezna demokratična republika Etiopija
- Nerezidenčno veleposlaništvo v Bruslju (Belgija)

## F
Republika Filipini
- Konzulat Republike Slovenije v Manili (častni konzul Felix R. Ang)

 Republika Finska
- Nerezidnečno veleposlaništvo v Kopenhagnu (Danska)
- Konzulat Republike Slovenije v Helsinkih (častna konzulka Irmeli Rytkönen)
- Konzulat Republike Slovenije v Lahtiju (častna konzulka Andreja Valtanen)

 Francoska republika
- Veleposlaništvo Republike Slovenije v Parizu (veleposlanik Andrej Slapničar)
  - Nerezidenčna akreditacija za  Kraljevino Maroko in  Kneževino Monako
- Stalno predstavništvo Republike Slovenije pri Svetu Evrope (stalna predstavnica veleposlanica Eva Tomič)
- Stalno predstavništvo Republike Slovenije pri OECD (stalna predstavnica veleposlanica Irena Sodin)
- Konzulat Republike Slovenije v Saint Chamondu (častna konzulka dr. Tatiana Dumas-Rodica)

## G
Helenska republika
- Veleposlaništvo Republike Slovenije v Atenah (veleposlanica Anita Pipan)
  - Nerezidenčna akreditacija za  Republiko Ciper
- Konzulat Republike Slovenije v Solunu (častni konzul Nikolas Takas)

 Gruzija
- Nerezidenčno veleposlaništvo v Kijevu (Ukrajina)
- Konzulat Republike Slovenije v Tbilisiju (častni konzul Gocha Gogilashvili)

## H
Republika Haiti
- Konzulat Republike Slovenije v Port-au-Princeju (častni konzul Geoffrey Handal)

 Republika Hrvaška
- Veleposlaništvo Republike Slovenije v Zagrebu (veleposlanica Smiljana Knez)
- Generalni konzulat Republike Slovenije v Splitu (častni generalni konzul Branko Roglić)

## I
Republika Indija
- Veleposlaništvo Republike Slovenije v New Delhiju (veleposlanik Jožef Drofenik)
  - Nerezidenčna akreditacija za  Ljudsko republiko Bangladeš,  Zvezno demokratično republiko Nepal,  Demokratično socialistično republiko Šri Lanko in  Kraljevino Butan
- Konzulat Republike Slovenije v Kalkuti (častni konzul Sheo Shankar Bagaria)
- Konzulat Republike Slovenije v Mylaporeju (častni konzul Amit Goel)
- Konzulat Republike Slovenije v Bengaluruju (častni konzul Venkataraman Ravichandar)
- Konzulat Republike Slovenije v Mumbaju (častni konzul Sanjay Kantilal Patel)

 Republika Indonezija
- Nerezidenčno veleposlaništvo Republike Slovenije v Canberri (Avstraliji)

 Republika Irak
- Nerezidenčno veleposlaništvo v Ankari (Turčija)

 Islamska republika Iran
- Veleposlaništvo Republike Slovenije v Teheranu (veleposlanica Kristina Radej)

 Republika Irska
- Veleposlaništvo Republike Slovenije v Dublinu

 Republika Islandija
- Nerezidenčno veleposlaništvo v Kopenhagnu (Danska)
- Konzulat Republike Slovenije v Reykjavíku (častni konzul Sigtryggur Rósmar Eyţórsson)

 Italijanska republika
- Veleposlaništvo Republike Slovenije v Rimu (veleposlanik Bogdan Benko)
  - Nerezidenčna akreditacija za  Republiko San Marino,  Republiko Malto,  Republiko Tunizijo in  Državo Libijo
- Generalni konzulat Republike Slovenije v Trstu (generalni konzul Vojko Volk)
- Generalni konzulat Republike Slovenije v Milanu (častni generalni konzul Gianvico Camisasca)
  - Gospodarski urad v Milanu (konzul Zorko Pelikan)
- Generalni konzulat Republike Slovenije v Firencah (častni generalni konzul Salvatore Paratore)
- Generalni konzulat Republike Slovenije v Palermu  (častna generalna konzulka Patrizia Di Dio)
- Veleposlaništvo Republike Slovenije v Izraelu (veleposlanica Barbara Sušnik)

 Država Izrael
- Veleposlaništvo Republike Slovenije v Tel Avivu (veleposlanica Barbara Sušnik)
- Konzulat Republike Slovenije v Betlehemu (častni konzul Adi Rosenfeld)
- Konzulat Republike Slovenije v Tel Avivu (častni konzul Eival Gilady)

## J
Japonska
- Veleposlaništvo Republike Slovenije v Tokiju (veleposlanica Simona Leskovar)
  - Nerezidenčna akreditacija za  Republiko Korejo

 Hašemitska kraljevina Jordanija
- Nerezidenčno veleposlaništvo v Kairu (Egipt)
- Konzulat Republike Slovenije v Amanu (častni konzul Ali Haider Issa Murad)

 Republika Južna Afrika
- Generalni konzulat Republike Slovenije v Durbanvillu (častni generalni konzul Prieur du Plessis)

## K
Kanada
- Veleposlaništvo Republike Slovenije v Ottawi (veleposlanica Melita Gabrič)
  - Nerezidenčna akreditacija za  Republiko Kubo
- Generalni konzulat Republike Slovenije v Torontu (častni generalni konzul John Doma)
- Konzulat Republike Slovenije v New Brunswicku (častna konzulka Ginette Gagne Koch)
- Konzulat Republike Slovenije v Calgaryju (častni konzul Alan Lee Ross)
- Konzulat Republike Slovenije v Vancouvru (častna konzulka Margaret Rudolf)
- Veleposlaništvo Republike Slovenije na Kitajskem (veleposlanik Janez Premože)

 Država Katar
- Nerezidenčno veleposlaništvo v Kairu (Egipt)

 Republika Kazahstan
- Nerezidenčno veleposlaništvo v Moskvi (Rusija)
- Konzulat Republike Slovenije v Almatyju (častni konzul Azamat Maratovič Sirgabajev)

 Kirgiška republika
- Nerezidenčno veleposlaništvo v Moskvi (Rusija)

 Ljudska republika Kitajska
- Veleposlaništvo Republike Slovenije v Pekingu (veleposlanik Janez Premože)
  - Nerezidenčna akreditacija za  Socialistično republiko Vietnam,  Demokratično ljudsko republiko Korejo,  Mongolijo in  Kraljevino Tajsko
- Konzulat Republike Slovenije v Šanghaju (vodja konzulata Miloš Prislan)
- Konzulat Republike Slovenije v Hong Kongu (častni konzul Bernard C. W. Lau)

 Republika Kolumbija
- Nerezidenčno veleposlaništvo v Brasilii (Brazilija)

 Republika Koreja
- Nerezidenčno veleposlaništvo v Tokiju (Japonska)

- Konzulat Republike Slovenije v Seoulu (častni konzul Mong Wong Chung)

 Republika Kosovo
- Veleposlaništvo Republike Slovenije v Prištini (veleposlanik Bojan Bertoncelj)

 Republika Kuba
- Nerezidenčno veleposlaništvo v Ottawi (Kanada)

 Država Kuvajt
- Nerezidenčno veleposlaništvo v Kairu (Egipt)

## L
Republika Latvija
- Nerezidenčno veleposlaništvo v Varšavi (Poljska)

 Libanonska republika
- Nerezidenčno veleposlaništvo v Ankari (Turčija)
- Častni generalni konzulat Republike Slovenije v Bejrutu (častni generalni konzul Raymond C. El-Hachem)

 Država Libija
- Nerezidenčno veleposlaništvo v Rimu (Italija)

 Principat Lihtenštajn
- Nerezidenčno veleposlaništvo v Bernu (Švica)

 Republika Litva
- Nerezidenčno veleposlaništvo v Varšavi (Poljska)
- Konzulat Republike Slovenije v Vilni (častni konzul Gintautas Kevišas)

 Veliko vojvodstvo Luksemburg
- Nerezidenčno veleposlaništvo v Bruslju (Belgija)
- Konzulat Republike Slovenije v Kockelscheuerju (častni konzul Roland Streber)

## M
Madžarska
- Veleposlaništvo Republike Slovenije v Budimpešti  (veleposlanik Robert Kokalj)
- Generalni konzulat Republike Slovenije v Szentgotthárdu (generalni konzul Boris Jesih)

 Republika Severna Makedonija
- Veleposlaništvo Republike Slovenije v Skopju (veleposlanik Milan Jazbec)
- Konzulat Republike Slovenije na Ohridu (častni konzul Shenol Islam)
- Konzulat Republike Slovenije v Kavadarcih (častni konzul Aleksandar Gečev)

 Malezija
- Nerezidenčno veleposlaništvo Republike Slovenije v Canberri (Avstraliji)

 Republika Malta
- Nerezidenčno veleposlaništvo v Rimu (Italija)

 Kraljevina Maroko
- Nerezidenčno veleposlaništvo v Parizu (Francija)

 Republika Mavricij
- Konzulat Republike Slovenije v Wolmarju (častni konzul Andrew Kenneth Slome)

 Združene mehiške države
- Nerezidenčno veleposlaništvo v Washingtonu D.C. (ZDA)

- Konzulat Republike Slovenije v Mexico Cityju (častni konzul Ariel Lopez Torres)
- Konzulat Republike Slovenije v Guadalajari (častni konzul Alejandro Díaz y Perez Duarte)

 Republika Moldavija
- Nerezidenčno veleposlaništvo v Kijevu (Ukrajina)
- Konzulat Republike Slovenije v Chisinauju (častni konzul Leonard Gorceac)

 Kneževina Monako
- Nerezidenčno veleposlaništvo v Parizu (Francija)
- Generalni konzulat Republike Slovenije v Monaku (častni generalni konzul Marc Lecourt)

 Mongolija
- Nerezidenčno veleposlaništvo v Pekingu (Kitajska)
- Konzulat Republike Slovenije v Ulan Batorju (častna konzulka Bolormaa Batbayar)

## N
Zvezna republika Nemčija
- Veleposlaništvo Republike Slovenije v Berlinu (veleposlanik Franc But)
- Generalni konzulat Republike Slovenije v Münchnu (generalna konzulka Dragica Urtelj)
- Konzulat Republike Slovenije v Frankfurtu na Majni (častni konzul Stefan Messer)
- Konzulat Republike Slovenije v Dresdnu (častni konzul Martin F. Bergmann)
- Konzulat Republike Slovenije v Dortmundu (častni konzul Peter Heinrich Voß)
- Konzulat Republike Slovenije v Stuttgartu (častni konzul Matthias Karl)
- Konzulat Republike Slovenije v Hannovru (častni konzul Dirk Stenkamp)

 Zvezna demokratična republika Nepal
- Nerezidenčno veleposlaništvo v New Delhiju (Indija)
- Konzulat Republike Slovenije v Kathmanduju (častni konzul Hari Bhakta Sharma)

 Kraljevina Nizozemska
- Veleposlaništvo Republike Slovenije v Haagu (veleposlanica Sanja Štiglic)
- Konzulat Republike Slovenije v Breukelnu (častna konzulka Karin Irisse van Rooyen-Winkelman)

 Kraljevina Norveška
- Nerezidnečno veleposlaništvo v Kopenhagnu (Danska)
- Konzulat Republike Slovenije v Oslu (častni konzul Knut Magne Ore)

 Nova Zelandija
- Nerezidenčno veleposlaništvo Republike Slovenije v Canberri (Avstraliji)
- Konzulat Republike Slovenije v Aucklandu (častni konzul Robert Plešnik)

## O
Sultanat Oman
- Nerezidenčno veleposlaništvo v Kairu (Egipt)

## P
Islamska republika Pakistan
- Častni konzulat Republike Slovenije v Karachiju (častni konzul Humayun S. Mufti)

 Država Palestina
- Urad Republike Slovenije v Palestini (vodja Milko Dolinšek)

 Republika Paragvaj
- Nerezidenčno veleposlaništvo v Buenos Airesu (Argentina)
- Konzulat Republike Slovenije v Asuncionu (častni konzul Luis Alberto Boh Serafini)

 Republika Peru
- Nerezidenčno veleposlaništvo v Buenos Airesu (Argentina)
- Konzulat Republike Slovenije v Limi (častni konzul Francisco José Srebot Márquez)

 Republika Poljska
- Veleposlaništvo Republike Slovenije v Varšavi (veleposlanica Božena Forštnarič Boroje)
  - Nerezidenčna akreditacija za  Republiko Estonijo,  Republiko Litvo in  Republiko Latvijo
- Konzulat Republike Slovenije v Torunu (častni konzul Jan Walczak)
- Konzulat Republike Slovenije v Zieloni Gori (častni konzul Janusz Piotr Jasiński)
- Konzulat Republike Slovenije v Lublinu (častni konzul Tomasz Kalinowski)

 Portugalska republika
- Nerezidenčni veleposlanik Republike Slovenije v MZZ (veleposlanik Matjaž Longar)
- Konzulat Republike Slovenije v Portu (častni konzul Francisco Silva de Calheiros e Menezes)
- Konzulat Republike Slovenije na Madeiri (častni konzul João Maurício Marques)

## R
Romunija
- Veleposlaništvo Republike Slovenije v Bukarešti (veleposlanik Mihael Zupančič)
- Konzulat Republike Slovenije v Cluj-Napoci (častna konzulka Lucia Nora Morari)

 Ruska federacija
- Veleposlaništvo Republike Slovenije v Moskvi (veleposlanik Branko Rakovec)
  - Nerezidenčna akreditacija za  Republiko Belorusijo,  Republiko Kazahstan,  Kirgiško republiko,  Republiko Tadžikistan,  Republiko Turkmenistan in  Republiko Uzbekistan

- Konzulat Republike Slovenije v Sankt Peterburgu (častni konzul Sergej Aleksandrovič Vasiljev)
- Konzulat Republike Slovenije v Nižnjem Novgorodu (častni konzul Zagorodnij Evgenij Nikolajevič)

## S
Republika San Marino
- Nerezidenčno veleposlaništvo v Rimu (Italija)

 Kraljevina Saudova Arabija
- Nerezidenčno veleposlaništvo v Kairu (Egipt)
- Konzulat Republike Slovenije v Džedi (častni konzul Khalid Al Boayz)

 Demokratična ljudska republika Koreja
- Nerezidenčno veleposlaništvo v Pekingu (Kitajska)

 Republika Singapur
- Konzulat Republike Slovenije v Singapurju (častni konzul Gerald Lim Thien Su)

 Slovaška republika
- Veleposlaništvo Republike Slovenije v Bratislavi (veleposlanik Gregor Kozovinc)

 Republika Srbija
- Veleposlaništvo Republike Slovenije v Beogradu (veleposlanik Vladimir Gasparič)
- Častni konzulat Republike Slovenije v Novem Sadu (častni konzul Rajko Marić)

 Sveti sedež
- Veleposlaništvo Republike Slovenije pri Svetem sedežu (veleposlanik Tomaž Kunstelj)
  - Nerezidenčna akreditacija za  Suvereni malteški viteški red

## Š
Kraljevina Španija
- Veleposlaništvo Republike Slovenije v Madridu (veleposlanica Renata Cvelbar Bek)
  - Nerezidenčna akreditacija za  Principat Andoro in  Ljudsko demokratično republiko Alžirijo
- Generalni konzulat Republike Slovenije v Barceloni (častni generalni konzul Alberto Estrada Vilarrasa)
- Konzulat Republike Slovenije v Sevilli (častna konzulka Beatriz Lucena Jurado)
- Konzulat Republike Slovenije v San Sebastinu (častni konzul Pedro Esnaola Latasa)

 Demokratična socialistična republika Šri Lanka
- Nerezidenčno veleposlaništvo v New Delhiju (Indija)
- Generalni konzulat Republike Slovenije v Mount Lavinii (častni generalni konzul Sanath Ukwatte)

 Kraljevina Švedska
- Nerezidenčno veleposlaništvo v Kopenhagnu (Danska)
- Konzulat Republike Slovenije  v Helsingborgu (častni konzul Folke Straube)
- Konzulat Republike Slovenije  v Lundu (častni konzul Darijo Križ)
- Konzulat Republike Slovenije  v Solni (častni konzul Tomas Erik Öhman)

 Švicarska konfederacija
- Veleposlaništvo Republike Slovenije v Bernu (veleposlanica Marta Kos Marko)
  - Nerezidenčna akreditacija za  Principat Lihtenštajn
- Stalno predstavništvo Republike Slovenije pri Združenih narodih in ostalih mednarodnih organizacijah v Ženevi (stalni predstavnik veleposlanik Vojislav Šuc)
- Konzulat Republike Slovenije v Zürichu (častni konzul Zvone Petek)
- Konzulat Republike Slovenije v Sionu (častni konzul Ivan Janez Lapajne)

## T
Republika Tadžikistan
- Nerezidenčno veleposlaništvo v Moskvi (Rusija)

 Kraljevina Tajska
- Nerezidenčno veleposlaništvo v Pekingu (Kitajska)
- Generalni konzulat Republike Slovenije v Bangkoku (častna generalna konzulka Phatra Putipanpong)

 Republika Tunizija
- Nerezidenčno veleposlaništvo v Rimu (Italija)

 Republika Turčija
- Veleposlaništvo Republike Slovenije v Ankari (veleposlanik Igor Jukič)
  - Nerezidenčna akreditacija za  Islamsko republiko Afganistan,  Republiko Azerbajdžan,  Libanonsko republiko in  Republiko Irak
- Generalni konzulat Republike Slovenije v Istanbulu (častni generalni konzul Mustafa Basar Arioglu)
- Konzulat Republike Slovenije v Izmirju (častni konzul Mehmet Mazhar Izmiroglu)
- Konzulat Republike Slovenije v Antalyi (častni konzul Sedat Peker)
- Konzulat Republike Slovenije v Gaziantepu (častna konzulka Mizyâl Karabiber Nacaroglu)
- Konzulat Republike Slovenije v Iskenderunu (častni konzul Fatih Tosyalı)
- Konzulat Republike Slovenije v Melihgazi (častni konzul Harun Gasyüncü)
- Konzulat Republike Slovenije v Arsinu (častni konzul Ahmet Ercan Erdogdu)
- Konzulat Republike Slovenije v Erzurumu (častni konzul Memet Seyhan Muratoglu)
- Konzulat Republike Slovenije v Kırşehir (častni konzul Ali Necati Başman)

 Republika Turkmenistan
- Nerezidenčno veleposlaništvo v Moskvi (Rusija)

## U
Ukrajina
- Veleposlaništvo Republike Slovenije v Kijevu (veleposlanica Nataša Prah)
  - Nerezidenčna akreditacija za   Republiko Armenijo,  Republiko Gruzijo in  Republiko Moldavijo
- Konzulat Republike Slovenije v Žitomiru (častna konzulka Maja Martinenko)
- Konzulat Republike Slovenije v Harkovu (častni konzul Anatolij Bondarenko)
- Konzulat Republike Slovenije v Odesi (častni konzul Vladislav Burda)

 Orientalska republika Urugvaj
- Nerezidenčno veleposlaništvo v Buenos Airesu (Argentina)
- Konzulat Republike Slovenije v Montevideu (častni konzul Carlos Alberto Borba Reculusa)

 Republika Uzbekistan
- Nerezidenčno veleposlaništvo v Moskvi (Rusija)

## V
Bolivarska republika Venezuela
- Nerezidenčno veleposlaništvo v Brasilii (Brazilija)

 Socialistična republika Vietnam
- Nerezidenčno veleposlaništvo v Pekingu (Kitajska)

## Z
Združene države Amerike
- Veleposlaništvo Republike Slovenije v Washingtonu D.C. (veleposlanik Tone Kajzer)
  - Nerezidenčna akreditacija za  Združene mehiške države
- Stalno predstavništvo Republike Slovenije pri Združenih narodih v New Yorku (stalna predstavnica veleposlanica Darja Bavdež Kuret)
- Generalni konzulat Republike Slovenije v Clevelandu (generalni konzul Andrej Gregor Rode)
- Konzulat Republike Slovenije v Denverju (častni konzul Srečko Vidmar)
- Konzulat Republike Slovenije v Miami Beachu (častni konzul Gregory S. Chan)
- Konzulat Republike Slovenije v Honoluluju (častni konzul Ronald Joseph Zlatoper)
- Konzulat Republike Slovenije v San Franciscu (častni konzul Thomas J. Brandi)
- Konzulat Republike Slovenije v Atlanti (častni konzul Paul N. Steinfeld)
- Konzulat Republike Slovenije v Mission Hillsu (častna konzulka Barbara K. Nelson)
- Konzulat Republike Slovenije v Lemontu (častni konzul John P. Vidmar)
- Konzulat Republike Slovenije v Knoxvillu (častna konzulka Lydia Mihelič Pulsipher)
- Konzulat Republike Slovenije v Dearbornu (častni konzul Yousif B. Ghafari)
- Konzulat Republike Slovenije v St. Paulu (častni konzul Miro Medved)
- Konzulat Republike Slovenije v Pittsburgu (častna konzulka Petra Mitchell)
- Konzulat Republike Slovenije v Brooklynu (častni konzul Erik Horvat)
- Konzulat Republike Slovenije v Houstonu (častna konzulka Sandra Prat Wilkens)
- Konzulat Republike Slovenije v Seattlu (častni konzul Michael Biggins)

 Združeno kraljestvo Velike Britanije in Severne Irske
- Veleposlaništvo Republike Slovenije v Londonu (veleposlanik Tadej Rupel)
- Generalni konzulat Republike Slovenije v Edinburghu (častna generalna konzulka Ana Wersun)
- Konzulat Republike Slovenije v Belfastu (častna konzulka Suzanne Hill)

 Združeni arabski emirati
- Veleposlaništvo Republike Slovenije v Abu Dabiju (veleposlanik Oto Pungartnik)

 Zelenortska republika
- Nerezidenčno veleposlaništvo v Bruslju (Belgija)